# Deodoro (acorazado)
Deodoro fue un acorazado guardacostas de la Marina de Brasil perteneciente a la clase Deodoro. Fue encargado en 1895 y construido por el astillero Forges et chantiers de la Méditerranée. La construcción estuvo bajo la supervisión de la comisión encabezada por el Almirante José Cândido Guillobel. Antes de la incorporación, el acorazado se llamaba Ipiranga. Más tarde fue lanzado en 1898 bajo el nombre de Mariscal Deodoro y, meses más tarde, durante su exhibición de armas, fue registrado como Deodoro. Fue el primer buque brasileño en llevar este nombre, un homenaje al primer presidente de Brasil Deodoro da Fonseca. El buque de guerra era parte de la Segunda División de Evolución y la División de Estación (entrando en esta última entre 1899 y 1900).
Fue uno de los buques utilizados por el marinero amotinado en el Levantamiento de Chibata, que contó con los acorazados Minas Geraes y São Paulo y el crucero Bahía, cuando su ex comandante, el entonces capitán de mar y guerra João Batista das Neves, fue asesinado. Durante la Primera Guerra Mundial, patrulló la costa brasileña, acompañado por Floriano, su barco hermano y el crucero Tupy. En 1924, el Deodoro fue vendido a México y, con los beneficios obtenidos de la venta, se ordenó el submarino escuadrón Humayta (o Humaitá). En la Armada Mexicana, actuó en la costa del Océano Atlántico y, en el Océano Pacífico, ayudó al gobierno contra una revuelta en 1929. Desde 1931 hasta su descarga en 1934, sirvió como buque de instrucción.

## Características
Deodoro tenía un desplazamiento promedio de 3.162 toneladas. Tenía dos máquinas de vapor alternativas que generaban 3.400 caballos de fuerza, lo que a su vez le permitía alcanzar una velocidad máxima de 14 nudos (24 kilómetros por hora). Tenía 81,43 metros de largo, 70 metros de quilla, 14,60 metros de boca, 6,90 metros de punta y cuatro metros de calado.
Su armadura consistía en un cinturón blindado de 350 mm. El pectoral estaba apoyado por dos soportes de 120 mm en la parte superior y cien milímetros en las partes inferiores, además de cien milímetros en las superestructuras, de treinta a 35 milímetros en las regiones ubicadas hacia adelante y hacia atrás, y dos placas superpuestas que tenían el valor añadido de 36 milímetros.
El acorazado estaba equipado con dos cañones Armstrong de 220 mm ubicados en las puntas (con doscientos mm de blindaje), cuatro cañones Armstrong de 120 mm montados en pedestales, seis cañones Maxim Nordenfelt de 57 mm en reparaciones navales, dos cañones Nordenfelt de 31 mm en reparaciones navales en la pasarela, dos cañones automáticos Vickers montados en plataformas de mástil, una ametralladora Hotchkiss de siete mm y dos tubos lanzatorpedos de 47 mm.

## Historia

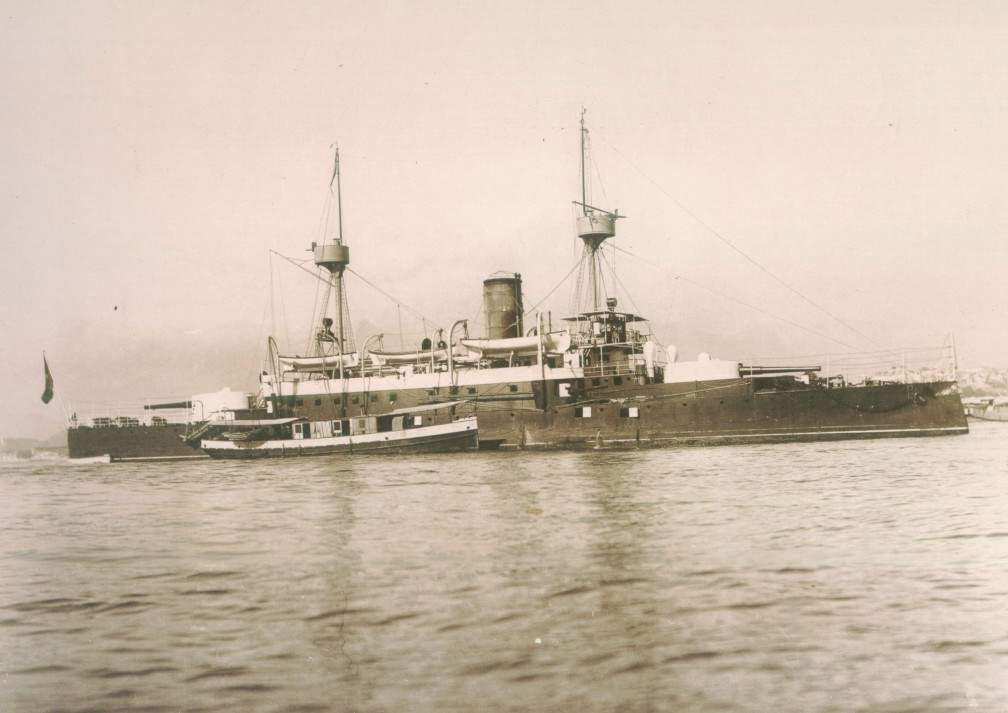
Deodoro en 1898

### Construcción
El barco fue puesto en servicio en 1895 y construido por el astillero francés Société Nouvelle des Forges et Chantiers de la Méditerranée, bajo la supervisión del Almirante José Cândido Guillobel. Su quilla fue golpeada en 1896, y ese mismo año fue nombrado primero Ipiranga, luego Mariscal Deodoro, y finalmente Deodoro, siendo el primero en la marina en soportarlo en honor al primer presidente de Brasil, el Mariscal Deodoro da Fonseca. La construcción fue suspendida temporalmente por los brasileños mientras modificaban su proyecto.
Fue lanzado el 18 de junio de 1898, después de una ceremonia a la que asistieron representantes de Brasil, la Armada Francesa y una cañonera rusa. Su lanzamiento se llevó a cabo con un botón eléctrico, que envió una señal para cortar una cuerda y dejar que una botella de champán se rompiera en el barco. Al comienzo de la Guerra Hispano-Americana (1898), oficiales de ambas naciones beligerantes viajaron a Francia para inspeccionar el incompleto Deodoro y el barco gemelo Floriano con el fin de comprarlos para el conflicto. La construcción tardaría mucho tiempo en adquirirlas.
En 1912, el Deodoro recibió un nuevo sistema de propulsión y armamento. El 28 de septiembre de 1913, el acorazado participó en un ejercicio militar asistido por el presidente Hermes da Fonseca y el ministro de Marina Vespasiano Gonçalves de Albuquerque e Silva y su séquito; regresó a Río de Janeiro el 4 de octubre.[A principios de enero de 1914, se integró en la Segunda División Naval. Participó en algunos ejercicios militares en Santa Catarina durante el mismo período. Regresó a Río de Janeiro en febrero del mismo año. La embarcación era responsable de transportar a Porto Alegre el cuerpo del senador Pinheiro Machado, que había sido asesinado el 8 de septiembre.

### Primera Guerra Mundial
Cuando estalló la Primera Guerra Mundial en 1914, Brasil declaró neutralidad. Sin embargo, en mayo de 1916, el carguero brasileño Rio Branco fue torpedeado y hundido. El barco estaba al servicio del gobierno británico y estaba tripulado por marineros noruegos, lo que hizo legal hundirse. Sin embargo, este acto militar provocó indignación y protestas en el país, aunque el gobierno se mostró reacio a tomar cualquier acción a la luz de la legalidad del ataque. Finalmente, Brasil declaró la guerra a Alemania el 26 de agosto de 1917, después de que otros buques mercantes fueran hundidos.
En 1917, el acorazado se convirtió en el buque insignia de la Fuerza Naval del Norte, que fue creada con el fin de mejorar la defensa de la costa brasileña en medio de la guerra.Además del Deodoro, la Fuerza Naval del Norte tenía el acorazado Floriano, los cruceros Tiradentes y República, y los destructores Piauhy y Santa Catarina. La Fuerza estaba al mando del Contraalmirante João Carlos Mourão dos Santos. Para entonces, el Deodoro ya se consideraba muy antiguo y obsoleto debido a la "baja velocidad" y la falta de experiencia de los marineros que operaban los cañones. Sin embargo, se consideró "el único barco con condiciones de combate razonables". El acorazado permaneció en esta división hasta el 25 de junio de 1919. En 1918, debido a la pandemia de gripe española, 110 marineros se vieron afectados por la enfermedad, pero no hubo muertes.

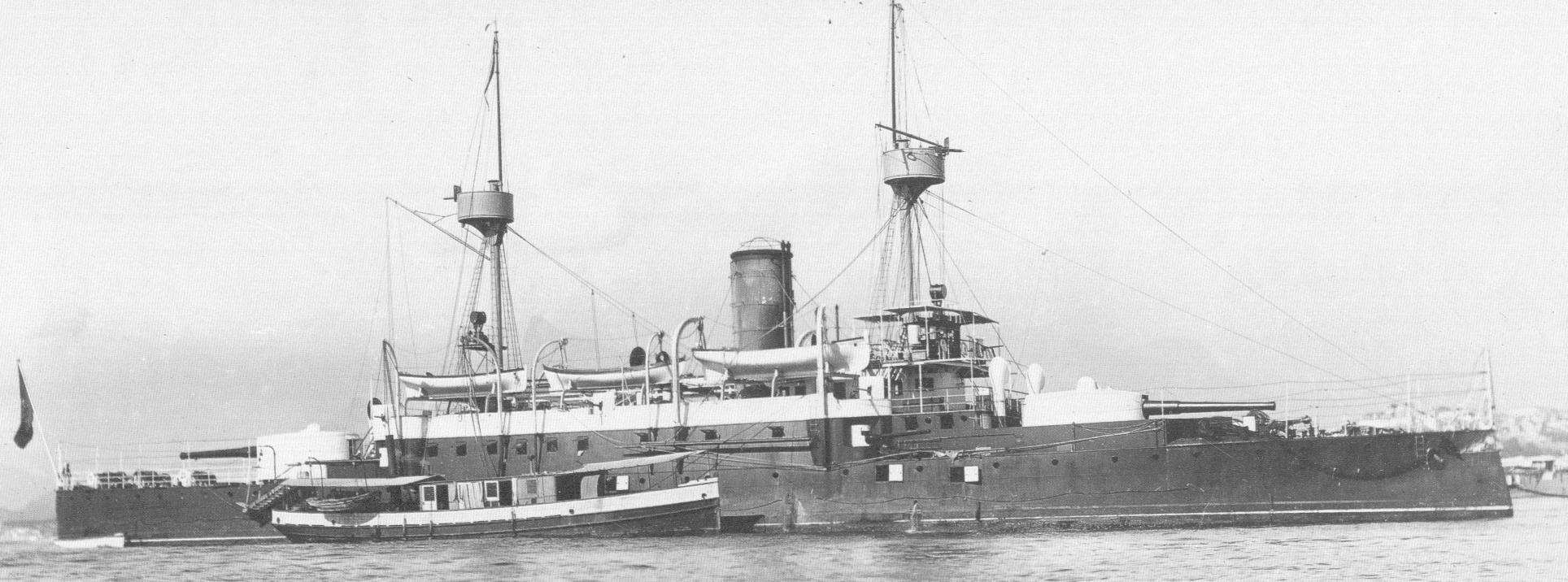

### Últimos años
Aunque se consideraba antiguo y obsoleto, el acorazado Deodoro representó a Brasil en Montevideo, Uruguay, en las festividades locales del 25 de agosto. Regresó a Brasil el 16 de septiembre de ese mismo año. El 19 de enero, partió de viaje para varios ejercicios militares, regresando solo el 31 de marzo del mismo año. En abril de 1924, Deodoro se retiró. Durante este período, la Armada Mexicana se expandió y buscaba barcos, después de intentos fallidos con otras armadas, los mexicanos decidieron hacer una oferta de ocho mil rés para el Deodoro. La Marina de Brasil aceptó y el Deodoro fue transferido a la Armada Mexicana. El dinero de la venta (con una pequeña adición) se utilizó para comprar el submarino Humaitá a los italianos.
Después de la venta a México, fue renombrado Anahuac y se fue para su nueva comisión el 21 de mayo con su llegada registrada el 15 de julio. El buque fue el primero y único del tipo de acorazado operado por la Armada Mexicana. El acorazado estaba destinado a la vigilancia del Golfo de México y posteriormente ayudó al gobierno del presidente Emilio Portes Gil a sofocar un movimiento contra su autoridad en Sonora en marzo de 1929. En 1931, el acorazado fue designado como buque de instrucción y recibió la víctima definitiva en noviembre de 1934, siendo desmantelado poco después. La monumental bandera del acorazado, presentada por el gobierno brasileño en 1924, aún permanece, conservada en el Museo Naval México.